# جان بویلان
جان بویلان (انگلیسی: John Boylan؛ ۳۱ ژانویه ۱۹۱۲ – ۱۶ نوامبر ۱۹۹۴) هنرپیشه اهل ایالات متحده آمریکا بود. وی بین سال‌های ۱۹۳۲ تا ۱۹۹۳ میلادی فعالیت می‌کرد.
از فیلم‌ها یا مجموعه‌های تلویزیونی که وی در آن‌ها نقش داشته است، می‌توان به توئین پیکس، بی‌خواب در سیاتل و کارشناسان اشاره نمود.